# Kerecseny
Kerecseny è un comune dell'Ungheria di 275 abitanti (dati 2001). È situato nella contea di Zala.